# Miel Coops-Broese van Groenou
Emilia (Miel) Broese van Groenou (Breda, 28 augustus 1876 – Den Haag, 18 maart 1966) was een Nederlands feminist, vredesactivist, voorvechter voor het vrouwenkiesrecht en onderwijshervormer.

## Levensloop
Emilia (Miel) Broese van Groenou was de tweede dochter van Wolter Broese van Groenou (militair en suikerfabrikant) en Jeannetta Emilia Wieseman. Nadat haar vader tot 1878 in het Koninklijk Nederlandsch-Indisch Leger had gediend, werd hij directeur van  suikeronderneming Tandjong Tirto bij Jogjakarta. In 1883 ging Miel samen met haar oudere zus Frederika Wilhelmina (Mien) naar een lagere school in Den Haag. In 1890 kwam de rest van de familie ook naar Nederland. Miel behaalde in 1895 haar LO-akte en volgde daarna een opleiding aan de Koninklijke Haagsche Muziekschool. In 1909 trouwde ze met Johan Willem Georg Coops, hoofdcommies bij het Ministerie van Landbouw, Nijverheid en Handel, later referendaris op het Ministerie van Waterstaat. Samen kregen ze drie dochters.

## Vrouwenkiesrecht
De vader van Coops-Broese van Groenou zette zich in voor het vrouwenkiesrecht en de wereldvrede; de familie doneerde in 1908 zeshonderd gulden aan het Congres van de Wereldbond voor Vrouwenkiesrecht. Met haar zus Mien nam Miel deel aan het congres en samen organiseerden ze verschillende bijeenkomsten. Beide zusters ontmoetten o.a. Aletta Jacobs op het congres: het vormde het begin van een lange vriendschap.
In 1909 werd Miel bestuurslid van de Haagse afdeling van de Vereeniging voor Vrouwenkiesrecht. In de jaren die volgden woonde ze ook diverse malen de internationale congressen van de Wereldbond voor Vrouwenkiesrecht bij. Ook voor het Internationaal Vrouwen Vredescongres dat in 1915 in Den Haag werd georganiseerd hielpen beide zusters Broese met de organisatie en verleenden ze onderdak aan enkele deelnemers. Op het congres leerde Miel de Hongaarse activiste Rosika Schwimmer en haar zus Franciska kennen. Later zou zij beide zusters helpen het Hongaarse regime na de communistische inval te ontvluchten. Coops-Broese van Groenou sloot zich ook aan bij de Women’s International League for Peace and Freedom (WILPF). Van 1918 tot 1928 was zij de eerste secretaresse van de Nationale Vereeniging voor Vrouwenarbeid. In 1923 reisden beide zussen Broese naar Rome om daar het congres van de Wereldbond voor Vrouwenkiesrecht bij te wonen.

## Montessori-onderwijs
Naast haar vredesactiviteiten en inspanningen voor het vrouwenkiesrecht was Coops-Broese van Groenou erg positief over het onderwijssysteem van Maria Montessori. In 1914 startte ze met vijf leerlingen de eerste Montessori-klas in Nederland. Later trad ze toe tot het bestuur van de Haagse afdeling van de Vereeniging Montessori School. Haar man was bestuurslid van de Nederlandse Montessori Vereniging. Miel was jarenlang een goede vriendin van Jo Prins-Werker, de eerste Montessori-onderwijzeres in Nederland. Miel en haar man onderhielden ook goede contacten met Maria Montessori zelf.
Op 18 maart 1966 overleed Miel Coops-Broese van Groenou. Haar urn werd bijgezet in het mausoleum van de familie op het familielandgoed Groenouwe te Loenen (Gelderland).